# Jan Olschowsky
Jan Jakob Olschowsky (* 18. November 2001 in Neuss) ist ein deutscher Fußballtorhüter, der seit 2009 für Borussia Mönchengladbach spielt und aktuell an Alemannia Aachen ausgeliehen ist.

## Karriere
Seine Fußballlaufbahn begann Olschowsky 2008 bei den Bambini und in der F-Jugend des SV Glehn im Korschenbroicher Stadtteil Glehn. Im Juli 2009 wechselte er zu Borussia Mönchengladbach und durchlief dort alle weiteren Jugendmannschaften. Er bestritt 29 Spiele für die Mönchengladbacher U17-Mannschaft in der B-Junioren-Bundesliga sowie 27 Partien für die Mönchengladbacher U19-Auswahl in der A-Junioren-Bundesliga. Am 13. Oktober 2018 debütierte er beim 2:1-Sieg der U23 von Borussia Mönchengladbach gegen den SV Straelen mit 16 Jahren als jüngster Torhüter in der Regionalliga West.
Im Juli 2020 unterschrieb Olschowsky bei Borussia Mönchengladbach einen Profivertrag mit Laufzeit bis 30. Juni 2023. Am 27. September 2022 rückte er erstmals in den Spieltagskader der ersten Mannschaft. Da sowohl Stammtorhüter Yann Sommer als auch sein Vertreter Tobias Sippel verletzungsbedingt nicht zur Verfügung standen, debütierte Olschowsky am 8. November 2022 bei der 1:2-Niederlage beim VfL Bochum in der Bundesliga. Auch am darauffolgenden Spieltag wurde er beim 4:2-Sieg über Borussia Dortmund von Trainer Daniel Farke aufgeboten. Anfang Februar 2023 verlängerte er seinen Vertrag bei den „Fohlen“ bis Sommer 2027. Im Januar 2025 wurde Olschowsky bis zum Saisonende 2024/25 an den Drittligisten Alemannia Aachen verliehen. Für die Saison 2025/26 wurde er erneut an Aachen ausgeliehen.
Der Torwart spielte bereits für die deutschen Junioren-Nationalmannschaften U18, U19 und U20 des DFB.